# HKUPD Mostonga, Bač
Hrvatsko kulturno-umjetničko prosvjetno društvo Mostonga je kulturno-umjetničko prosvjetno društvo Hrvata iz Bača, AP Vojvodina, Srbija. Nosi ime po Mostongi.
Osnovano je 16. prosinca 2006. godine. Sjedište je 21420 Bač, JNA 78 / Fruškogorska 11. U početku je sjedište Društva bilo u kući obitelji Marte i Ivice Filipovića, u kojoj je smještena i Šokačka etnokuća. Kao prvi predsjednik, odlukom inicijativnog odbora izabran je Stjepan Čoban, tajnik Krešimir Šimudvarac, za blagajnika Marjan Penavin. Nakon Stjepana Čobana predsjednica Društva bila je Dara Filipović. Sljedeći predsjednik društva bio je Antun Šamanović Baja, tajnik Marijan Penavin.Društvo je u početku djelovalo u nekoliko odjela od kojih je najaktivnija tamburaška skupina, zatim folklorna, dječja folklorna skupina, mješovita pjevačka skupina, dramsko-literalna i etnološka. Glavni cilj HKUPD "Mostonga" Bač je očuvanje tradicije, jezika, kulturne baštine Hrvata Šokaca u Baču i zaštita nacionalnog identiteta na ovim prostorima. Organizator je velike višemjesečne manifestacije obilježavanja 320 godina od dolaska Hrvata Šokaca od Soli u Bačku pod zajedničkim nazivom "Tragovi Šokaca od Gradovrha do Bača 1688-2008". Manifestacija je okupila Šokce iz bačkoga Podunavlja i obnovila ratom pokidane veze s Franjevačkim samostanom i sa sunarodnjacima iz Tuzle i okolice.
U HKUPD Mostonga djelovale su četiri sekcije: dramska, tamburaška, folklorna i etno sekcija. Voditelji sekcija bili su Antun Šamanović, Ivan Butković, Mira Milošević i Stanka Čoban. HKUPD Mostonga organizirala je dvije manifestacije pokrajinskog (međunarodnog) značaja: tijekom svibnja Likovnu koloniju i tijekom kolovoza manifestaciju Susret Šokadije. Lokalnog značaja je manifestacija Šokački bal u Baču koji Društvo organizira u razdoblju siječnja-veljače.
Hrvatsko društvo Mostonga iz Bača sudjelovalo je na brojnim tuzemnim i inozemnim kulturnim manifestacijama. Ističu se u tuzemstvu: Proslava 250. godina od dolaska Slovaka u Selenču 2007.; Dani europske baštine 2007. i 2008. u Baču; Prijateljski susreti s tamburaškim orkestrom iz Ravnoga Sela u Ravnom Selu i Begeču 2007.; Festival Djeca su ukras svijeta u Tavankutu 2007.; Dužijanca u Subotici 2007.; Dužionica u Somboru 2008.; Godišnji koncert KUD-a Mladost iz Bača 2008. i dr. U inozemstvu bili su na ovim manifestacijama: Divan je kićeni Srijem u Nijemcima 2006., Brodsko kolo u Slavonskom Brodu 2007. i 2008.; Humanitarni koncert u Donjoj Bebrini kraj Slavonskoga Broda 2008., Drugi međunarodni festival malih vokalnih sastava u Velikoj Gorici 2008. i dr.
Aktivnost je zastala 2015. godine.

## Uspjesi
Na Festivalu u Velikoj Gorici Društvo je osvojilo nagradu za kostimografiju i scenski nastup. 
Članica Društva Lidija Kaplar izabrana je na Brodskom kolu 2007. za drugu pratilju najljepše Hrvatice u narodnoj nošnji.